# Hirogaru Sky! Pretty Cure
Hirogaru Sky! Pretty Cure  (ひろがるスカイ！プリキュア Hirogaru Sukai! Purikyua?) con el subtítulo en inglés oficial de Soaring Sky! Pretty Cure, es la vigésima temporada del anime japonés Pretty Cure, creado por Izumi Todo y producida por Toei Animation, dirigida por Koji Ogawa y escrita por Ryunosuke Kingetsu, lanzado como la conmemoración del vigésimo aniversario de la franquicia, sucediendo a Delicious Party Pretty Cure. Los temas de la temporada son el heroísmo, los cielos interminables y lo celestial. Está serie destaca por ser la primera serie en contar con una Cure azul como líder del equipo, así como también contar con una Cure adulta y un Cure masculino como personaje recurrente. 

## Argumento
Sora Harewataru, una chica que sueña con ser una héroe, es residente del reino del cielo de Skyland (スカイランド Sukai Rando?). En el primer cumpleaños de su princesa, Ellee, ella se dirige al continente para la celebración. Mientras tanto, Kaiserine Undergu, la emperatriz del Imperio Undergu, manda a sus secuaces a secuestrar a la princesa Ellee para acabar con ella. Sora persigue a uno de sus secuaces por un túnel, rescatando a la princesa Ellee y ambas caen a la Tierra, en la Ciudad de Sorashido, donde ambas conocen a una chica llamada Mashiro Nijigaoka. Sora logra convertirse en una Pretty Cure, una guerrera legendaria, obteniendo poder de la Princesa Elle, y la defiende del secuaz de la emperatriz. Sora, al lado de sus nuevas amiga Mashiro, y sus nuevos aliados, Tsubasa y Ageha, se convierten en Pretty Cure con el objetivo de proteger a la Princesa de Skyland de la malvada emperatriz del Imperio Undergu y sus secuaces.

## Personajes

### Pretty Cures
Sora Harewataru (ソラ・ハレワタール Sora Harewatāru?) / Cure Sky (キュアスカイ Kyua Sukai?) / Dark Sky (ダークスカイ Dāku Sukai?)
Seiyu: Akira Sekine 
Una chica trabajadora de 14 años de Skyland que desea convertirse en una heroína como su modelo a seguir, la capitana Shalala, quien la rescató cuando era joven. Mientras salva a Ellee de Kabaton del Imperio Underg, Sora aterriza accidentalmente en la ciudad de Sorashido y se muda a la casa de Mashiro como invitada. Suele decir constantemente la frase "¡Es hora de ser héroe! (ヒーローの出番です！)". Con el poder del Tono Sky, puede transformarse en Cure Sky, la Pretty Cure del cielo azul y heroísmo cuyo color temático es el azul. Ella se presenta diciendo "¡Cielo azul que se eleva hasta el infinito! ¡Cure Sky!" (無限にひろがる青い空！キュアスカイ！ Mugen ni Hirogaru Aoi Sora! Kyua Sukai!?). Durante la pelea final es poseída por la energía Undergu y convertida en Dark Sky, siendo rescatada por Mashiro. Después de la batalla final, ella, Tsubasa y Ellee regresan a Skyland, pero pueden regresar a la Tierra y visitarla cuando quieran.
Mashiro Nijigaoka (虹ヶ丘ましろ Nijigaoka Mashiro?) / Cure Prism (キュアプリズム Kyua Purizumu?)
Seiyu: Ai Kakuma
Una chica de 14 años de la ciudad de Sorashido. Ella es en parte de ascendencia Skylandian a través de su abuela Yoyo, con quien vive ya que sus padres trabajan en el extranjero. Tiene algunos conocimientos sobre cocina y naturaleza.  Su apodo es "Mashiron" (ましろん?). Con el poder de Sky Tone, puede transformarse en Cure Prism, la Pretty Cure de la luz cuyo color temático es el blanco.  Ella se presenta diciendo "¡Luz suave que se eleva suavemente! ¡Cure Prism!" (ふわりひろがる優しい光！キュアプリズム！ Fuwari Hirogaru Yasashī Hikari! Kyua Purizumu!?). Al principio, no está segura de lo que quiere hacer en el futuro y constantemente es llamada por Kabaton "personaje secundario", pero eventualmente logra convertirse en una Pretty Cure y luego descubre que quiere ser una dibujante de libros infantiles, pero comienza a dudar de sus capacidades tras ser criticada duramente. Tras haber hecho una amistad con el ex-villano Battamonda, este la inspiro a seguir dibujando sus libros y eventualmente lo salva de la posesión de la energía Undergu. Durante la pelea final, ella es quien logra salvar a Kaiserine y a Sora, convertida en Dark Sky, de la posesión de la Energía Undergu. Después de la pelea final comienza su carrera como dibujante de libros infantiles.
Tsubasa Yuunagi (夕凪ツバサ Yūnagi Tsubasa?) / Cure Wing (キュアウィング Kyua Uingu?)
Seiyu: Ayumu Murase 
Un pájaro Puni de 12/13 años proveniente de Skyland, quien sueña con poder volar a pesar de la incapacidad de su tribu para volar, algo por lo que muchos de sus compañeros Puni lo menospreciaban y se burlan de él. Cuando una tormenta abrió las fronteras dimensionales entre Skyland y la Tierra, Tsubasa accidentalmente cayó al mundo humano y Yoyo lo acogió. Tsubasa eventualmente logra tomar la forma de un niño humano y se convierte en Pretty Cure al proteger a Elle y Skyland de Battamonda. Con el poder del Sky Tone, puede transformarse en Cure Wing, el Pretty Cure de las alas y las aves cuyo color temático es el anaranjado. El se presenta diciendo "¡Coraje elevado a lo alto! ¡Cure Wing!" (天高くひろがる勇気！キュアウイング！ Ten Takaku Hirogaru Yūki! Kyua Uingu!?), y es el primer Pretty Cure masculino de la franquicia en formar parte de la alineación principal. Eventualmente este renuncia a sus sueño de volar y ser cultivador de vegetales, y es asignado a ser un erudito en Skyland al servicio de Elle, a quien promete cuidar. Después de la batalla final, él, Sora y Ellee regresan a Skyland, pero pueden regresar a la Tierra y visitarla cuando quieran.
Ageha Hijiri (聖 あげは Hijiri Ageha?) / Cure Butterfly (キュアバタフライ Kyua Batafurai?)
Seiyu: Ayaka Nanase
Una chica de 18 años aspirante a maestra de jardín de niños y amiga de la infancia de Mashiro, quien es bondadosa, enérgica y fraternal y tiene debilidad por los niños más pequeños, como Elle o Tsubasa, a quien ve como un hermano menor. Vive con su madre ya que sus padres están divorciados, sus hermanas Maria y Kaguya viven con su padre, mientras ella al vivir con su madre se quedó con su apellido. También es una de las pocas personas que conoce las identidades de Sora y Mashiro, y posteriormente Tsubasa, como Pretty Cures al principio de la historia, hasta que se convierte en Pretty Cure protegiendo a los niños que cuida de Battamonda. Con el poder de Sky Tone, puede transformarse en Cure Butterfly, la Pretty Cure de las mariposas cuyo color temático es el rosa. Ella se presenta diciendo "¡Maravillosa emoción a lo alto! ¡Cure Butterfly! (アゲてひろがるワンダホー！キュアバタフライ！ Agete Hirogaru Wandahō! Kyua Batafurai!?), y es la primera Pretty Cure adulta de la franquicia en formar parte de la alineación principal. Al final de la historia continua con su sueño de convertirse en maestra.
Ellee (エルち Eru?) / Cure Majesty (キュアマジェスティ Kyua Majesuti?)
Seiyu: Aoi Koga
La princesa e hija adoptiva de los Reyes de Skyland de 1 año. Ella es una bebé misteriosa conocida como la "Hija del Destino" que apareció en la Estrella de la Mañana y fue confiada al cuidado del Rey y la Reina de Skyland. Su eslogan es "Eru~!" (えるぅ～！?). Ella llega a la ciudad de Sorashido con Sora después de que Kabaton, uno de los miembros del Imperio Underg, intenta secuestrarla. Puede crear Sky Tones para las Pretty Cures a través de su poder. Después de que Skearhead la captura y se produce una lucha desesperada entre las Cures y el Imperio, ella despierta sus verdaderos poderes y se convierte en una Pretty Cure, lo que le permite escapar y salvar a las Cures de un ataque de Minaton, siendo capaz de convertirse en una adolescente mientras es una Pretty Cure. También obtiene la capacidad de usar el ataque de Cure Noble Magic Hour's End (マジックアワーズエンド Majikku Awāzu Endo?), así como convocar una barrera llamada Mystical Veil (ミスティックアル Misutikkuaru B. ēru?). Con el poder de Sky Tone, puede transformarse en Cure Majesty, Pretty Cure del misticismo celestial y la realeza cuyo color temático es el púrpura. Ella se presenta diciendo "¡Desciende, Nobleza Mística! ¡Cure Magesty! (降り立つ気高き神秘！キュアマジェスティ！ Oritatsu Kedakaki Shinpi! Kyua Majesuti!?), y es la primera Pretty Cure bebé, la mayor parte de la historia, de la franquicia en formar parte de la alineación principal. Más tarde se revela que ella nació del poder de Elleelain, siendo en teoría su hija, siendo creada como contramedida contra el ataque del Imperio Undergu dentro de 300 años desde la época de Ellelain. Después de que Elleelain le da lo último de su poder antes de la pelea final, Elle envejece hasta convertirse en una adolescente, pero se convierte nuevamente en una bebé cuando tiene hambre. Después de la batalla final, ella, Sora y Tsubasa regresan a Skyland, pero pueden regresar a la Tierra y visitarla.

### Aliadas
Yoyo Nijigaoka (虹ヶ丘 ヨヨ Nijigaoka Yoyo?)
Seiyu: Tomoko Shiota
La abuela de Mashiro. Ella es una erudita skylandiana que se mudó a la ciudad de Sorashido como parte de su investigación sobre el mundo humano.
Elleelain (エルレイン Erurein?) / Cure Noble (キュアノーブル Kyua Nōburu?) / Estrella de la Mañana (一番星 Ichibanhoshi?)
Seiyu: Umeka Shōji
Presentada inicialmente como la estrella del mañana, ella es quien entrega a los Reyes de Skyland a Elle, afirmando que ella es "la hija del destino", siendo ella la fuente de poder que le otorga a Elle la capacidad de crear los Tonos Sky. Posteriormente se revela que ella es en realidad Ellelain, la antigua princesa del reino de Skyland y a quien Kaiserine confunde con Elle, al ser esta en teoría su hija. 300 años antes de los eventos de la serie, Ellelain era la gobernante de Skyland y se convirtió en una Pretty Cure y luchó contra el Imperio Underg como Cure Noble, la Pretty Cure de la nobleza cuyo color es el púrpura. Eventualmente sus combates resultaron en un acuerdo de paz con el emperador, Kaiser Undergu, tras herir accidentalmente a su amiga Kaiserine Undergu durante un combate contra Kaiser. Después de la misteriosa desaparición de Kaiserine y de ser acusada por Skearhead de la muerte del emperador Kaiser, Ellelain desapareció después del conflicto y luego usó su poder para crear Majestic Chroniclon antes de convertirse en la Estrella de la Mañana y vigilar Skyland. 299 años después, apareció ante los actuales Rey y la Reina de Skyland y les confió a su hija Ellee como la "Hija del Destino" que salvaría Skyland. Antes de la batalla final, le pasa lo último de su poder a Ellee y confía el futuro a las Pretty Cures, a quienes eligió como compañeras de su hija, antes de desaparecer.

### Skyland
Skyland (スカイランド Sukai Rando?) es una tierra en el cielo de donde provienen Sora, Tsubasa y Elle, sobre la cual gobiernan el Rey y la Reina, los padre de Elle. Según Yoyo, hace 300 años ellos y el Imperio Undergu estuvieron en guerra y no han estado en contacto desde entonces.
Rey Skyland (スカイランド国王 Sukai Rando Kokuō?) & Reina Skyland (スカイランド王妃 Sukai Rando Ōhi?)
Seiyus: Kazuya Ichijō (Rey) & Konami Yoshida (Reina)
Los padres adoptivos de Ellee y los gobernantes de Skyland. Durante el ataque de Battamonda a Skyland, fueron maldecidos y puestos en estado de coma, pero luego se curaron mediante la poción que las Cures hicieron con la energía Kira Kira de los Ranborgs purificados. También se revela que adoptaron a Ellee después de que ella apareció del cielo y que la antepasada de ambos Elleelain, como la Estrella de la Mañana, les dijo que la cuidaran, ya que ella es la "Hija del Destino" que salvaría a Skyland. Sin embargo, la confían a las Cures por su seguridad, ya que son las únicas que pueden protegerla de los ataques del Imperio Undergu.
Capitana Shalala (シャララ隊長 Sharara Taichō?)
Seiyu: Mitsuki Saiga
La capitana de la Guarida Azure (青の護衛 Ao no Goei?) de Skyland y la modelo a seguir de Sora. Ella cae en la batalla mientras ayuda a las Cures a luchar contra un Ranborg gigante de Battamonda, pero luego se revela que Battamonda encontró su cuerpo y la curó con Energía Undergu. Esto la convirtió en una Ranborg, y como la Energía Undergu la mantiene viva, purificarla como un Ranborg probablemente la mataría. Sin embargo, las Cures logran purificarla y salvarla.
Ariri (アリリ Ariri?)
Seiyu: Takayuki Sakazume
El vicecapitán de la Guardia Azure.
Beryberie (ベリィベリー Berīberī?)
Seiyu: Satsumi Matsuda
Una miembro de la Guardia Azure y rival de Sora.
Tribu Dragón (竜族 Ryūzoku?)
Seiyus: Hiroki Yasumoto y Ryo Sugisaki
Un clan de dragones que viven en una isla flotante donde brilla la Joya Brillante. Son responsables de mantener la Joya Brillante como lo hicieron sus antepasados, pero se niegan a interactuar con la gente de Skyland porque temían a sus antepasados. Después de interactuar con Tsubasa, recuperan su capacidad de volar y, después de hablar con el Rey y la Reina, comienzan a interactuar con Skyland nuevamente.
Tasan (ターサン Tāsan?)
Seiyu: Akimitsu Takase
Un pájaro puni con plumaje rojo y blanco que entrega regalos a los niños de Skyland el día de Strichmas (スリクマス Surikumasu?), que corresponde a la Navidad en la Tierra. Su existencia es un secreto y vive en una isla con su esposa, quien lo ayuda a construir juguetes y regalos durante todo el año. Las Cures lo ayudan cuando es absorbido por un tornado y sus regalos se arruinan. Su nombre es un anagrama de "Santa Claus".

### Imperio Undergu
El Imperio Undergu (アンダーグ帝国 Andāgu Teikoku?) son los principales antagonista de la serie, siendo una civilización bajo tierra que usa una energía oscura liberada por su emperatriz, Kaiserine Undergu, opuesta a la energía Kira Kira usada por Skyland. Según Yoyo, hace 300 años ellos y Skyland estuvieron en guerra y no han vuelto a estar en contacto desde entonces. Su objetivo es capturar y eliminar a Elle. Más tarde se revela que esto se debe a que confunden a Elle con su creadora/madre real, la princesa Elleelain. Ellelain luchó anteriormente con el antiguo emperador, Kaiser Undergu, pero ella y Kaiserine ayudaron a establecer la paz entre el Imperio y Skyland, hasta la misteriosa desaparición de Kaiserine y su padre. La mayoría de sus integrantes tienen tema de animales terrestres.
Daijarg (ダイジャーグ Daijāgu?) / Skearhead (スキアヘッド Sukiaheddo?) / Darkhead (ダークヘッド Dākuheddo?)
Seiyu: Mitsuru Miyamoto
El verdadero antagonista de la serie. Originalmente presentado bajo el nombre de Skearhead y posteriormente Darkhead, un hombre-serpiente de cuernos que actúa como la mano derecha de Kaiserine y anteriormente Kaiser. Es un ser difícil de leer y manipulador que tiene su propia agenda que no revela hasta el final, usando a todo el Imperio Undergu. Daijarg es en realidad una gigantesca serpiente de oscuridad, la encarnación de la energía oscura Undergu y creador de los habitantes del Imperio Undergu. Por siglos este buscó un huésped con "la semilla del héroe" y finalmente encontró a la candidata perfecta, la joven Kaiserine Undergu, a quien le lavó el cerebro para que se corrompiera tras asesinar a su padre y hacerle creer que su amiga de Skyland, Cure Noble fue la responsable, engañádola por 300 años, pues el planea usar a Kaiserine para convertir Skyland en "su utopía de energía Undergu". Sin embargo, a lo largo de la historia empieza a considerar a otros potenciales huéspedes tras darse cuenta de que Kaiserine podría no ser suficiente, como Battamonda, a quien manipula para que absorba su esencia antes de ser purificado por Mashiro, o a Sora, a quien posee durante la pelea final tras desechar a Kaiserine y usarla como carnada, convirtiéndose ambos en Dark Sky. Sin embargo su error es subestimar a Mashiro al creerla débil, siendo ella quien logra expulsarlo del cuerpo de Sora. Al final de la historia es purificado por las Pretty Cure y es convertido en energía Kira Kira, convirtiéndose en una serpiente de luz que se va lejos.
Kaiserine Undergu (カイゼリン・アンダーグ Kaizerin Andāgu?)
Seiyu: Takako Honda, Maaya Uchida (adolescente)
La misteriosa líder y actual emperatriz del Imperio Undergu y la antagonista secundaria de la serie. Una mujer de pelo rojo que rara vez habla con sus subordinados y solo elige hacerlo si han tenido múltiples fracasos, generalmente asignando a Skearhead a hablar por ellos en su lugar. Más tarde se revela que ella quiere vengar la muerte de su difunto padre, el emperador Kaiser Undergu, a quien Skearhead mató 300 años antes de los eventos de la serie, secuestrando a Kaiserine y lavando su cerebro para hacerle creer a ella y sus súbditos que el emperador había muerto a manos de Cure Noble, amiga de Kaiserine. Para vengarse de los acontecimientos de hace 300 años, busca acabar con Elle, a quien confunde con Cure Noble, y a las Pretty Cure. Durante su ataque a Skyland logra ser purificada por Mashiro antes de ser apuñalada por la espalda por Skearhead debido a que este ya no la consideraba "una huésped adecuada" y la toma como rehén para atraer a Sora al Imperio Undergu. Sin embargo, Mashiro puede curar sus heridas. Al final de la serie, ella reanuda amistades con Skyland y vive felizmente en su imperio al lado de Kabaton, Minoton y Battamonda, quienes regresan a su lado después de la derrota de Daijarg y de que ella se disculpará por haberlos tratado mal.
Kaiser Undergu (カイザー・アンダーグ Kaizā Andāgu?)
Seiyu: Taketora
El exlíder del y anterior emperador del Imperio Undergu, además del difunto padre de Kaiserine Undergu. Hace 300 años, antes de los acontecimientos de la serie, atacó Skyland bajo las manipulaciones de su mano derecha Skearhead, pero Cure Noble frustró sus planes y aparentemente lo mató. En realidad, ambos habían acordado la paz luego de que Kaiserine  resultó herida después de protegerlo del ataque de Noble, haciendo que ambos entrarán en razón, siendo posteriormente asesinado por Skearhead al ser apuñalado por la espalda. Kaiserine Undergu cree que Cure Noble luego lo traicionó y mató porque Skearhead implantó recuerdos falsos en su mente.
Battamonda (バッタモンダー Battamondā?) / Monda (もんだ Mondā?)
Seiyu: Kenn
El segundo miembro del Imperio Undergu en aparecer. Es un joven con antenas de langosta que es egoísta y relajado pero de mal genio que prefiere dejar que Ranborgs luchen por él debido a que no es muy fuerte, sin embargo, es muy inteligente y es capaz de armar estrategias peligrosas, estando cerca de derrotar a las Cures. Después de que las Cures lo derrotan definitivamente, este huye debido al temor que tiene a Kaiserine y Skearhead, y comienza una nueva vida en la ciudad de Sorashido trabajando como trabajador de la construcción y vendedor de salchichas, llamándose a sí mismo Monda (もんだ?). Más tarde se disfraza de Cure Pumpkin en halloween para arruinar la reputación de las Cures, pero no tiene éxito. Posteriormente entabla una amistad con Mashiro y la ayuda a no renunciar a su sueño de ser dibujante de cuentos infantiles, aunque el mismo se cuestiona el porque es amable con ella y no entiende el porque ella también es tan amable con el. Posteriormente es reclutado nuevamente por Skearhead, quien lo obliga a volverse un potencial huésped de la energía Undergu, después de que el frustradamente revelará su identidad real a Mashiro y le robase su Tono Sky. Sin embargo, Battamonda se arrepiente y antes de ser consumido por la energía devuelve a Mashiro su Tono Sky. Mashiro logra purificarlo con su poder de luz, por lo que este termina aceptando la amistad de Mashiro y decide vivir una vida mejor como ella le enseño. Más tarde, junto a Kabaton y Minoton, regresa durante el ataque de Kaiserine a Skyland al revelarse que los tres ahora pueden usar energía Kira Kira. Posteriormente ayudan durante la pelea final contra Daijarg, la verdadera identidad de Skearhead. Al final de la serie, regresa al Imperio Undergu al lado de Kaiserine junto a Kabaton y Minoton, luego de que ella se haya disculpado por haberlos tratado mal.
Minoton (ミノトン Minoton?)
Seiyu: Keikō Sakai
El tercer miembro del Imperio Undergu en aparecer. Es un guerrero parecido a un minotauro que prefiere luchar de manera justa. Después de varios intentos de derrotar a las Cures, Skearhead lo destierra del Imperio Undergu como castigo por sus fracasos y lo transforma en un Ranborg, pero las Cures lo purifican y revierten a su estado original. Sin embargo, Skearhead lo lleva de regreso al Imperio Undergu porque cree que todavía es "útil". Vuelve a convertirse en un Ranborg, pero las Cures lo derrotan nuevamente después de obtener el poder del Majestic Chroniclon. Luego, se marcha reconociendo a las Cures como oponentes dignas y que ellas verdaderamente son héroes. Más tarde, junto a Kabaton y Battamonda, regresa durante el ataque de Kaiserine a Skyland, al revelarse que los tres ahora pueden usar energía Kira Kira. Posteriormente ayudan durante la pelea final contra Daijarg, la verdadera identidad de Skearhead. Al final de la serie, regresa al Imperio Undergu al lado de Kaiserine junto a Kabaton y Battamonda, luego de que ella se haya disculpado por haberlos tratado mal.
Kabaton (カバトン Kabaton?)
Seiyu: Yasuhiro Mamiya
El primer miembro del Impuerio Undergu en aparecer. Es un hombre cerdo morado que cree que la fuerza lo es todo, como Kaiserine y Skearhead le han enseñado. Su eslogan es ¡Soy fuerte! (オレ、¡TUEE! Ore, TUEEE!?) y solía burlarse de Mashiro. Después de varios fracasos, se convierte en un Ranborg por influencia de Kaiserine y Skearhead, pero Sora y Mashiro lo purifican. Después de que Sora lo salva de la ira de Kaiserine y un ataque de esta, instigado por Skearhead, decide abandonar el Imperio Undergu y comenzar una nueva vida en la ciudad de Sorashido, volviéndose un gran vendedor de papás e incluso vecino de Battamonda. Más tarde, junto a Minoton y Battamonda regresa para ayudar a las Pretty Cures durante el ataque de la Kaiserine a Skyland al revelarse que los tres ahora pueden usar energía Kira Kira. Posteriormente ayudan durante la pelea final contra Daijarg, la verdadera identidad de Skearhead. Al final de la serie, regresa al Imperio Undergu al lado de Kaiserine junto a Battamonda y Minoton, luego de que ella se haya disculpado por haberlos tratado mal.
Ranborg (ランボーグ Ranbōgu?)
Seiyu: Kōichi Sōma
Unos monstruos de piedra creados por los miembros del Imperio Undergu usando la energía Undergu que implantan en objetos. Los seres humanos y otros seres humanoides como los habitantes de Skyland y del mismo Imperio Undergu, quienes también pueden convertirse en Ranborgs, debido a que en la mayoría no es capaz de soportar la energía Undergu debido a lo mortal que es para aquellos que no tengan "una semilla de héroe" y estos se verán convertidos en Ranborgs al no poseer tal semilla. También existe una variedad más poderosa llamada Kyoborg (キョーボーグ Kyōbōgu?), siendo usadas principalmente por Daijarg como Skearhead.

### Familias de las Pretty Cure
Remi Harewataru (レミ・ハレワタール Remi Harewatāru?)
Seiyu: Yukiko Aruga
La madre de Sora.
Shido Harewataru (シド・ハレワタール Shido Harewatāru?)
Seiyu: Yasumichi Kushida (ep.15); Takanori Hoshino (ep. 23-50)
El padre de Sora.
Red Harewataru (レッド・ハレワタール Reddo Harewatāru?)
Seiyu: Natsumi Fujiwara
El hermano menor de Sora.
Akira Nijigaoka (虹ヶ丘 あきら Nijigaoka Akira?) & Mahiru Nijigaoka (虹ヶ丘 まひる Nijigaoka Mahiru?)
Seiyus: Daisuke Takahashi (Akira) & Yuka Keichō (Mahiru)
Los padres de Mashiro, que trabajan en el extranjero.
Kakeru (カケル Kakeru?)
Seiyu: Katsumi Toriumi
El padre de Tsubasa, un ave puni anaranjada con bigote. Unos años antes de la historia, salvo a su hijo de una caída al milagrosamente obtener la habilidad de volar. Es el único Puni que tiene la capacidad de volar. Al igual que su hijo, puede tomar forma humana.
Puwa (プワ?)
Seiyu: Satomi Satō
La madre de Tsubasa, una ave puni de color anaranjado como su esposo e hijo. Al igual que su hijo, puede tomar forma humana.
Maria Saotome (早乙女 まりあ Saotome Maria?) & Kaguya Saotome (早乙女 かぐや Saotome Kaguya?)
Seiyus: Yui Makino (Maria) & Chiharu Hokaze (Kaguya)
Las hermanas mayores de Ageha, que trabajan como modelos y viven con su padre mientras Ageha vive con su madre. Las dos aman mucho a Ageha y quieren que su sueño se haga realidad.

### Habitantes de la Ciudad Sorashido
Kako (加古 Kako?)
Seiyu: Shinji Kawada
El manager de Maria y Kaguya, quien previamente había reclutado a Ageha como modelo por algún tiempo. Es un hombre que se deja llevar fácilmente y prefiere que lo llamen como el amigable Kakko (カッコ?).
Osamu Zokibayashi (雑木林 おさむ Zōkibayashi Osamu?)
Seiyu: Hironori Kondo
El director de la Academia Privada Sorashido (私立ソラシド学園 Shiritsu Sorashido Gakuen?).
Tsumugi Nakata (仲田つむぎ Nakata Tsumugi?), Rui Yoshii (吉井るい Yoshī Ruī?) & Asahi Karuizawa (軽井沢あさひ Karuizawa Asahi?)
Seiyus: Haruka Shamoto (Tsumugi), Ai Ishikawa (Rui) & Shotaro Uzawa (Asahi)
Las compañeras y compañero de clases de Sora y Mashiro.
Tamaki Shinomiya (四宮 たまき Shinomiya Tamaki?)
Seiyu: Sara Matsumoto
El as del equipo de béisbol femenino de la academia, que le pide a Sora que entrene a su equipo después de que una lesión en el codo le impide lanzar en un torneo. Más tarde se le diagnostica que necesita una cirugía de codo, pero se escapa del hospital el día del torneo. Cuando un Kyoborg ataca, ella es testigo de la batalla de Sora contra él, lo que le da el coraje para seguir adelante con la cirugía.
Kaname Ōgi (扇 かなめ Ōgi Kaname?)
Seiyu: Yuka Nishigaki
La capitana del equipo de béisbol femenino de la academia.
Midori Miyata (宮田 緑 Miyata Midori?)
Seiyu: Kyōko Yamaguchi
Una anciana que los Cures conocen en una zapatería. Está buscando un nuevo par de zapatos de bebé como regalo para su nieta para celebrar sus primeros pasos y el traslado de su familia a Inglaterra.
Ryota Miyata (宮田 亮太 Miyata Ryōta?)
Seiyu: Kenta Ōkuma
El hijo de Midori, quien recién acaba de convertirse en padre.
Takeru Osanai (長内 たける Osanai Takeru?)
Seiyu: Yuki Kodaira
Un niño que asiste a la guardería Sorashido, donde enseña Ageha. Es fanático de Cure Wing y de Cure Butterfly, descubriendo la identidad de Ageha y sus amigos como Pretty Cures, pero promete mantenerlo en secreto para los demás niños.
Abuela de Takeru (たけるの祖母 Takeru no Sobo?)
Seiyu: Eiko Hanawa
Una señora mayor y ex maestra de jardín de infantes de la Guardería Sorashido. Cuidó de Ageha durante el período de divorcio de sus padres y la inspiró a convertirse en maestra como ella.
Rena (れな Rena?), Yuuki (ゆうき Yūki?) & Ryou (りょう Ryō?)
Seiyu: Haruka Shamoto (Rena), Aya Kawakami (Yuuki) & Yukako Kiuchi (Ryou)
Niños que asisten a la guardería Sorashido, donde enseña Ageha y compañeros de Takeru.
Natsumi (菜摘 Natsumi?)
Seiyu: Rie Suegara
Una estudiante de arte que trabaja a tiempo parcial con Ageha en la tienda Pretty Holic.
Shoko Amano (天野翔子 Amano Shōko?)
Seiyu: Takako Tanaka
Una niña que las Cures encuentran en el aeropuerto y la ayudan a reunirse con su padre, de quien se había separado. Se hace amiga de Tsubasa por su interés compartido en los aviones, ya que sueña con ser piloto como su madre.
Los padres de Shoko (翔子の両親 Shōko no Ryōshin?)
Seiyu: Go Shinomiya (padre) y Ai Ishikawa (madre)
Los padres de Shōko. Su madre es piloto de vuelo de la aerolínea japonesa del Peach Aviation.
Satsuko (サツコ Satsuko?)
Seiyu: Ai Satō
Una mujer mayor, amiga de Yoyo, que cuidó de Mashiro y Ageha cuando eran pequeñas en su granja, lugar donde ambas se conocieron. Tiene muchos animales de granja entre las que esta Shiro.
Shiro (しろ Shiro?)
La cabra de Satsuko. Cuando eran pequeñas, Mashiro y Ageha solían llevarla a pasear con ellos.

### Otros Personajes
Pinkton (ピンクットン Pinkutton?)
Seiyu: Megumi Urawa
Una hada parecida a un cerdo que habita el reino dentro del Mirror Pad y ayuda a las Cures a entrenar cuando son absorbidas por él.
Marron (マロン Maron?)
Seiyu: Kurumi Mamiya
Un peluche parecido a un gato que una vez perteneció a una joven llamada Riho, pero que quedó atrás cuando ella y su familia se mudaron hace algún tiempo. Después de que Sora busca refugio en la antigua casa de la familia, se encuentra con Marron y decide ayudarlo a reunirse con Riho.
Riho (りほ Riho?)
Seiyu: Noriko Shitaya
Una niña pequeña que es la dueña del peluche Marron. Hace algún tiempo, ella y su madre se mudaron y ella se olvidó de traer a Marron con ella, lo que provocó que lo dejaran atrás. Se reúne con Marron al regresar a la ciudad de Sorashido para recogerlo y conocer a Sora y los demás, quienes habían encontrado a Marron.

### Personajes exclusivos dePretty Cure All Stars F
Prim (プリム Purimu?) / Cure Supreme (キュアシュプリーム Kyua Shupurīmu?) / Supreme (シュプリーム Shupurīmu?) / Supreme Beta (シュプリームγ Shupurīmu γ?)
Seiyu: Maaya Sakamoto
La antagonista principal de Pretty Cure All Stars F. Ella es una chica misteriosa de otro mundo que viaja con Sora y puede transformarse en una Pretty Cure. Más tarde se revela que ella es la verdadera instigadora de los eventos de la película; como Supreme, una entidad cósmica poderosa, fue responsable de matar a las Pretty Cures y destruir la Tierra. Luego creó un nuevo mundo donde ella es la única Pretty Cure, diviendose en dos poderes para crear una compañera, Puca, a quien trata de asesinar al rechazar que "una parte de ella sea tan débil". Prim, en apariencia de una humana, decide viajar con el grupo de Sora y aprender más sobre ellas y lo que significa ser una Pretty Cure. Finalmente, cuando se revela su verdadera identidad, es derrotada después de que Puuca aprovecha sus habilidades ocultas y a través del poder de las Luces Milagrosas, reviviendo a todas las Pretty Cure acabadas por Supreme y convirtiéndose ella misma en una Pretty Cure. Después de su derrota y de ser perdonada, Prim se da cuenta de la verdad detrás de la fuerza de las Cures y le admite a Puca que tiene razón cuando esta le dice que ambas como Supreme estaban solas, pero ahora se tenían la una a la otra, por lo que ambas deciden dejar atrás su inmortalidad y viajar por el mundo ayudando a otras personas como les enseñaron las Pretty Cure. Su color temático, tras el final de la película, es el negro.
Puca (プーカ Pūka?) / Cure Puca (キュアプーカ Kyua Pūka?)
Seiyu: Atsumi Tanezaki
Una hada cobarde parecida a un conejo quien es la protagonista de Pretty Cure All Stars F, a quien Mashiro rescata después de encontrarla en el nuevo mundo creado por Preme. Puca tiene la capacidad de destruir todo lo que toca; como resultado, generalmente evita el contacto con otros hasta que comienza a abrir su corazón a las Cures. Más tarde se revela que Puca es la otra mitad de Supreme, la verdadera identidad de Prim, habiendo sido creada cuando usó su poder para crearla basándose en las hadas compañeras de las Pretty Cure, pero luego trato de destruirla porque Puca no estaba dispuesta a luchar. Posteriormente se descubre que Puca es la responsable de devolverle la vida a las Pretty Cure y restaurar al mundo a como era originalmente. Durante la batalla final, la determinación de todas las Pretty Cure y las hadas la inspiran a usar su fuerza para vencer a Cure Supreme, creando una nueva Miracle Light que restaura la Tierra original y le permite transformarse en una Pretty Cure, conocida como Cure Puca. Después de que Supreme es derrotada y perdonada, Puca le explica que ambas cuando solían ser una sola estaban solas y de ahí sus motivaciones en buscar llenar su vacío siendo una Pretty Cure, convenciendo a Preme que ahora se tienen la una a la otra y ya no están solas, por lo que ambas deciden dejar atrás su inmortalidad y viajar por el mundo ayudando a otras personas como les enseñaron las Pretty Cure. Su color temático es el blanco.